# Панмонголізм

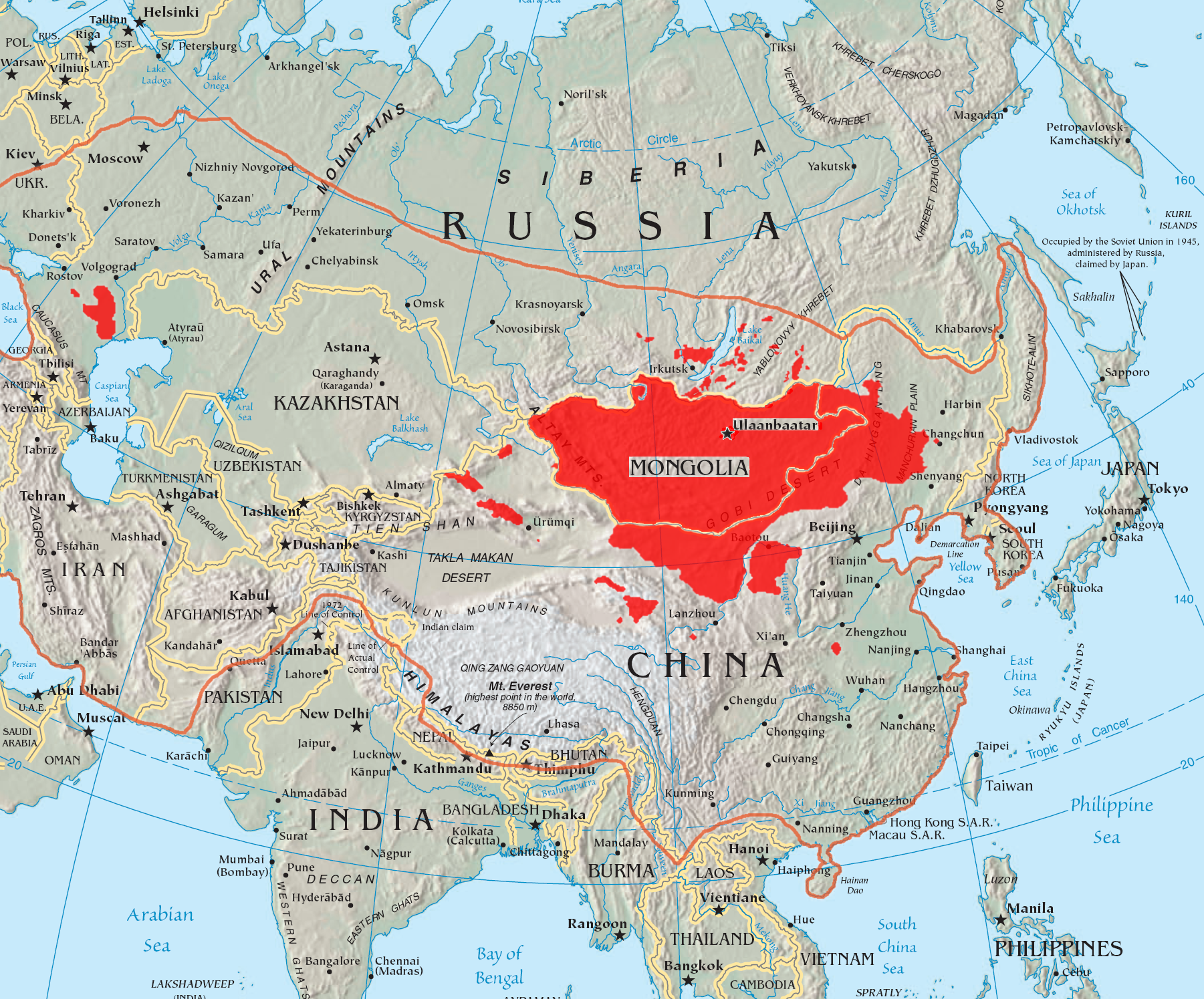
Червоний колір показує місця зі значною кількістю етнічних монголів, оранжевим показана межа Монгольської імперії (прибл. 1260)

Панмонголізм — рух за об'єднання монгольських народів у єдину державу монголосфери.

## Історія
Після проголошення незалежності Зовнішньої Монголії, наприкінці 1911 року Богдо-геген VIII спочатку прагнув об'єднати Монголію. Війська були спрямовані до Внутрішньої Монголії, але повинні були бути відкликані, у зв'язку з тим, що ці кроки могли спровокувати конфлікт Росії з Японією.
У 1919 році в Забайкаллі виник так званий пан-монгольський рух, який підтримував отаман Григорій Семенов і до якого приєдналися деякі представники Внутрішньої Монголії, але уряд Богдо-гегена відмовилося приєднатися. Монгольську теократичну (буддійську) державу планувалося створити на територіях Росії (Забайкаллі) та монгольських землях, включених до Китаю.
У 1919 році в Читі була проведена 1-ша панмонголістська конференція.. При цьому рух геополітично орієнтувався б на Японію та займав би відверто антикомуністичні позиції. На початку 1920 року загони панмонголістів були розгромлені.
Роман фон Унгерн-Штернберг також давав деякі посилання на пан-монголізм. Припущення про те, що пан-монгольський рух було інспіровано Японією, не доведено.
На початку 1920 року загін пан-монголістів розгромлений при поході на Зовнішню Монголію.
Інше відродження пан-монгольських настроїв припало на кінець Другої світової війни, коли монгольські війська брали участь у спільних операціях з радянськими військами проти Менцзяну (див. Маньчжурська операція (1945)). Військові дії були закінчені після того, як Йосип Сталін передав Внутрішню Монголію Мао Цзедуну.
Після демократичних реформ 1991 року, низка неурядових організацій стали знову посилено відстоювати панмонголізм. У Монголії це «Рух за єдність монгольської нації», в Бурятії «Рух за національну єдність Негеден» та «Бурят-Монгольська Народна партія». Однак, жодна з цих організацій не отримала істотного політичного впливу.
Останнім часом під панмонголізмом, який здавна боровся за об'єднання історичної області, розуміють ідею співпраці монгольських народів у рамках єдиного культурного простору.

## Історія терміна
Термін введений в обіг Володимиром Соловйовим в «Повісті про Антихриста» (строчка Соловйова використовується Блоком як епіграф до вірша «Скіфи») та спочатку означав «загрозу європейській цивілізації зі сходу».
Проте пізніше термін був підхоплений бурятською інтелігенцією (П. Ц. Ж. Жамцарано, Е.-Д. Рінчіно), яка розуміла цей термін за аналогією з пангерманізмом, панславізмом, пантюркізмом — тобто як ідеологію створення національної держави.